# 小野岡義礼
小野岡 義礼（おのおか よしひろ、天保8年7月12日（1837年8月12日）- 大正2年（1913年）8月7日）は、出羽国久保田藩（秋田藩）士。幕末期の久保田藩で家老職をつとめた。「ぎれい」とも読む。幼名は慶之助。家格は引渡一番座。

## 人物略歴
天保8年7月12日（1837年8月12日）、久保田城下（現、秋田県秋田市）に生まれる。
祖父小野岡義音は、享和3年11月26日（1804年1月8日）から文政2年10月21日（1819年12月8日）までと天保4年10月6日（1833年11月17日）以降天保12年（1841年）までの2度にわたって久保田藩の家老を勤め、国学者平田篤胤とは懇意の間柄であった。父小野岡義般は、相手番を勤め、天保11年（1840年）に平田銕胤（篤胤女婿）の主宰する気吹舎に入門しており、平田家とはやはり密接な関係をきずいていた。
安政5年（1858年）、義礼は22歳の若さで久保田藩家老職についた。義礼もまた、平田国学を支持する立場にあった。
文久2年（1862年）4月、薩摩藩の実力者島津久光の挙兵上洛によって京都をめぐる情勢が大きく変化したため、久保田藩主佐竹義就（この年、義堯に改名）は5月18日、篤胤嫡孫の平田延胤を京都に派遣して隠密探索を命じた。延胤が京状探索拝命の際に小野岡義礼にあてたであろうと思われる提出書には、京都・大坂での情報探索、特に内密・極密情報を入手する必要性を述べており、そのためには密事に携わる人物とのあいだに同志関係が成り立っているように見せることが肝要で、さらに堂上人と親交を取り結ぶことができれば極秘情報の詳細が入手可能であると記している。
慶応4年（1868年）藩主名代として上京した。同年7月3日夜、吉川忠安ら正義派（勤王派）から出された建白書を藩主佐竹義堯に取り次ぎ、新政府の支持と奥羽越列藩同盟からの離脱、薩摩・長州両藩と結んで庄内藩を征討することを最終的に決断させた。
戊辰戦争では各地に転戦して指揮にあたり、明治2年（1869年）1月、土崎湊警備総司令に任じられたが、8月にすべての公職を退いた。その後、神職となり、少数正にすすんだ。大正2年（1913年）、教員だった長男義民の任地であった南秋田郡払戸村（現、男鹿市若美）で没した。享年76。